# Charlot joue Carmen
Pour plus de détails, voir Fiche technique et Distribution.

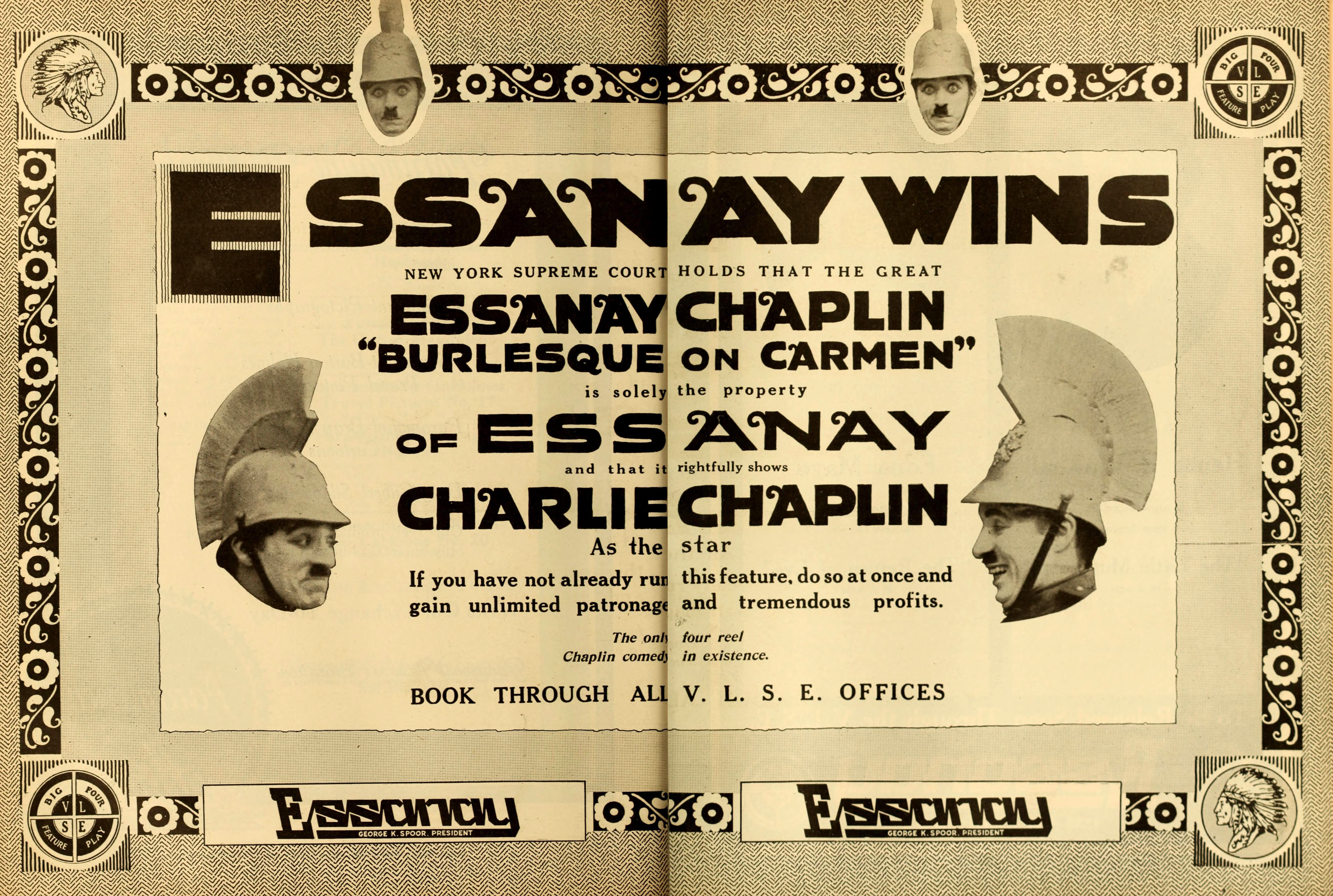
Publicité pour le film (1916)

Charlot joue Carmen (titre original : Burlesque on Carmen, initialement Carmen)  est une comédie burlesque américaine de et avec Charlie Chaplin, sortie le 18 décembre 1915.

## Synopsis
Carmen, une séductrice tzigane, est envoyée pour convaincre Darn Hosiery, l'officier maladroit chargé de garder l'une des entrées de la ville de Séville, de laisser passer de la contrebande. Elle tente d’abord de le corrompre, mais il prend l’argent et refuse de laisser passer les marchandises de contrebande.
Elle l'invite ensuite à l'auberge de Lillas Pastia où elle le séduit. Après une bagarre à la fabrique de tabac où travaille Carmen, il doit l'arrêter mais la laisse ensuite s'échapper. À l'auberge de Lillas Pastia, il tue un officier qui est aussi amoureux d'elle : contraint de fuir et de se cacher, il rejoint la bande de passeurs.
Carmen rencontre le célèbre toréador Escamillo et tombe amoureuse de lui. Elle l'accompagne à une corrida mais Darn Hosiery l'attend et quand elle lui dit qu'elle ne l'aime plus, il la poignarde à mort, puis retourne l'arme contre lui. Mais ce n'est pas pour de vrai : Chaplin montre que le couteau était un faux et les deux sourient à la caméra.

## Fiche technique
- Titre original : Burlesque on Carmen (initialement Carmen)
- Titre : Charlot joue Carmen
- Réalisation : Charlie Chaplin
- Scénario : Charlie Chaplin, Prosper Mérimée
- Photographie : Harry Ensign, Roland Totheroh
- Direction artistique : Emil Tissot Mazy
- Montage : Charlie Chaplin (non crédité)
- Producteur : Jess Robbins
- Société de production : Essanay Studios
- Société de distribution : General Film Company (1915)
- Pays d’origine :  États-Unis
- Langue originale : intertitres en anglais
- Format : noir et blanc - 35 mm - 1,33:1 - muet
- Genre : comédie burlesque
- Durée : 31 minutes (version originale) ; 43 minutes (version longue avec scènes additionnelles)
- Longueur : deux ou quatre bobines selon les versions
- Dates de sortie :
  - États-Unis : 18 décembre 1915 (version originale : 2 bobines) ; 18 décembre 1915[Quoi ?] ; 2 avril 1916 (version longue : 4 bobines)
- Licence : domaine public

## Distribution
- Charlie Chaplin : Don José
- Edna Purviance : Carmen
- Jack Henderson : Lillas Pastia
- Ben Turpin : Remendados
- Leo White : Morales, officier de la garde
- John Rand : Escamillo
- May White : Frasquita
- Bud Jamison : un soldat de la garde
- Lawrence A. Bowes : Gypsy
- Frank J. Coleman : un soldat
- Wesley Ruggles : un vagabond

## Contexte
Plus qu'une libre adaptation de la nouvelle Carmen par Prosper Mérimée, ce court métrage parodie deux films portant ce titre sortis en 1915 : l’un  réalisé par Raoul Walsh, dans lequel Theda Bara joue Carmen, et l’autre par Cecil B. DeMille, dans lequel le rôle est joué par la chanteuse d'opéra Geraldine Farrar.

## Autour du film
- Peu après le départ de Chaplin vers la Mutual, les Studios Essanay avec l'aide de Leo White refirent une édition de ce film en rajoutant 2 bobines de scènes non filmées par Chaplin. Cette nouvelle version sortit en 1916 sans le consentement de Chaplin.
- Une version restaurée est sortie en 2014, elle comprend une musique originale à partir de l'opéra de Georges Bizet composé par Timothy Brock et interprétée par l'Orchestra del Teatro Comunale di Bologna